# Wit-Rusland op de Olympische Zomerspelen 2008
Wit-Rusland nam deel aan de Olympische Zomerspelen 2008 in Peking, China. Wit-Rusland debuteerde op de Zomerspelen in 1996 en deed in 2008 voor de vierde keer mee.
Zowel het aantal goud als het totale aantal medailles was een record. Vier maanden na afloop van de Spelen werden zowel de Wit-Russische zilveren- als bronzenmedaillewinnaar bij het kogelslingeren (mannen) uit de uitslag genomen na een positieve dopingcontrole en moesten hun medailles teruggeven. Zowel Dzevjatowski en Tsichan gingen in beroep bij het Hof van Arbitrage voor Sport welke hen op basis van procedurefouten door het Chinese laboratorium in het gelijk stelde. Zij krijgen hun medaille terug. Wel volgde later nog diskwalificaties van de medaillewinnaars Andrej Michnevitsj (brons bij kogelstoten), Aksana Miankova (goud bij kogelslingeren), Natalia Minkhnevich (zilver bij kogelstoten), Nadzeva Ostapchuk (brons bij kogelstoten) in de atletiek en in het gewichtheffen van Andrei Rybakou (zilver, klasse -85 kg) en  Nastassia Novikava (brons, klasse -53 kg). 

## Medailleoverzicht
| Sport            | Olympiër                                                                                                  | Onderdeel                     | Medaille |
| ---------------- | --- | ----------------------------- | -------- |
| Gewichtheffen    | Andrei Aramnau                                                                                            | tot 105 kg (m)                | Goud     |
| Kanovaren        | Aliaksandr Bahdanovich Andrei Bahdanovich                                                                 | C2 1000 m (m)                 | Goud     |
| Kanovaren        | Aljaksej Abalmasaw Artoer Litvintsjoek Vadzim Machnew Raman Pjatroesjenka                                 | K4 1000 m (v)                 | Goud     |
| Atletiek         | Vadzim Dzevjatowski                                                                                       | kogelslingeren (m)            | Zilver   |
| Atletiek         | Andrej Krawtsjanka                                                                                        | tienkamp (m)                  | Zilver   |
| Gymnastiek       | Inna Zhulova                                                                                              | rsg meerkamp (v)              | Zilver   |
| Worstelen        | Murad Gaidarov                                                                                            | vrije stijl, tot 74 kg (m)    | *        |
| Atletiek         | Ivan Tsichan                                                                                              | kogelslingeren (m)            | Brons    |
| Gymnastiek       | Oleysa Babushkina Anastasia Ivankova Zinaida Lunina Glatira Martinovich Ksenia Sankovich Alina Tumilovich | rsg meerkamp team (v)         | Brons    |
| Kanovaren        | Vadzim Machnew Raman Pjatroesjenka                                                                        | K2 500 m (m)                  | Brons    |
| Moderne vijfkamp | Anastasia Samoesevitsj                                                                                    | vrouwen                       | *        |
| Roeien           | Jekaterina Karsten                                                                                        | skiff (v)                     | Brons    |
| Roeien           | Joelia Bitsjik Natalja Gelach                                                                             | twee-zonder (v)               | Brons    |
| Worstelen        | Mikhail Siamionan                                                                                         | grieks-romeins, tot 66 kg (m) | Brons    |

* De medaille van Gaidarov werd op 26 oktober 2016 aangepast van brons naar zilver, de bronzen medaille van Samoesevitsj werd haar op 1 maart 2017 alsnog toegekend.
Afghanistan · Albanië · Algerije · Amerikaanse Maagdeneilanden · Amerikaans-Samoa · Andorra · Angola · Antigua en Barbuda · Argentinië · Armenië · Aruba · Australië · Azerbeidzjan · Bahama's · Bahrein · Bangladesh · Barbados · België · Belize · Benin · Bermuda · Bhutan · Bolivia · Bosnië en Herzegovina · Botswana · Brazilië · Britse Maagdeneilanden · Bulgarije · Burkina Faso · Burundi · Cambodja · Canada · Centraal-Afrikaanse Republiek · Chili · China · Chinees Taipei · Colombia · Comoren · Congo-Brazzaville · Congo-Kinshasa · Cookeilanden · Costa Rica · Cuba · Cyprus · Denemarken · Djibouti · Dominica · Dominicaanse Republiek · Duitsland · Ecuador · Egypte · El Salvador · Equatoriaal-Guinea · Eritrea · Estland · Ethiopië · Fiji · Filipijnen · Finland · Frankrijk · Gabon · Gambia · Georgië · Ghana · Grenada · Griekenland · Groot-Brittannië · Guam · Guatemala · Guinee · Guinee‑Bissau · Guyana · Haïti · Honduras · Hongarije · Hongkong · Ierland · IJsland · India · Indonesië · Irak · Iran · Israël · Italië · Ivoorkust · Jamaica · Japan · Jemen · Jordanië · Kaaimaneilanden · Kaapverdië · Kameroen · Kazachstan · Kenia · Kirgizië · Kiribati · Koeweit · Kroatië · Laos · Lesotho · Letland · Libanon · Liberia · Libië · Liechtenstein · Litouwen · Luxemburg · Macedonië · Madagaskar · Malawi · Malediven · Maleisië · Mali · Malta · Marshalleilanden · Marokko · Mauritanië · Mauritius · Mexico · Micronesië · Moldavië · Monaco · Mongolië · Montenegro · Mozambique · Myanmar · Namibië · Nauru · Nederland · Nederlandse Antillen · Nepal · Nicaragua · Nieuw-Zeeland · Niger · Nigeria · Noord-Korea · Noorwegen · Oeganda · Oekraïne · Oezbekistan · Oman · Oostenrijk · Oost‑Timor · Pakistan · Palau · Palestina · Panama · Papoea-Nieuw-Guinea · Paraguay · Peru · Polen · Portugal · Puerto Rico · Qatar · Roemenië · Rusland · Rwanda · Saint Kitts en Nevis · Saint Lucia · Saint Vincent en Grenadines · Salomonseilanden · Samoa · San Marino · Sao Tomé en Principe · Saoedi-Arabië · Senegal · Servië · Seychellen · Sierra Leone · Singapore · Slovenië · Slowakije · Soedan · Somalië · Spanje · Sri Lanka · Suriname · Swaziland · Syrië · Tadzjikistan · Tanzania · Thailand · Togo · Tonga · Trinidad en Tobago · Tsjaad · Tsjechië · Tunesië · Turkije · Turkmenistan · Tuvalu · Uruguay · Vanuatu · Venezuela · Verenigde Arabische Emiraten · Verenigde Staten · Vietnam · Wit-Rusland · Zambia · Zimbabwe · Zuid-Afrika · Zuid-Korea · Zweden · Zwitserland
Uitgesloten van deelname: Brunei